# Roca Dreta
La Roca Dreta és una muntanya de 2.343,1 metres que es troba al municipi de Cava, a la comarca de l'Alt Urgell.